# Daignac
Daignac est une commune du Sud-Ouest de la France, située dans le département de la Gironde en région Nouvelle-Aquitaine.

## Géographie

### Localisation
Commune de l'aire d'attraction de Bordeaux, Daignac est située dans la région naturelle de l'Entre-deux-Mers, en rive gauche de la Dordogne.

### Communes limitrophes
Elle est limitrophe des communes de, au nord, Tizac-de-Curton, au nord-est, Grézillac, à l'est, Guillac et Naujan-et-Postiac, au sud-est, Romagne, au sud, Dardenac et Faleyras, au sud-ouest, Blésignac et à l'ouest, Espiet.
|           | Tizac-de-Curton   | Grézillac                 |
| Espiet    | Daignac           | Guillac Naujan-et-Postiac |
| Blésignac | Faleyras/Dardenac | Romagne                   |

### Hydrographie

Carte du réseau hydrographique de l'Entre-deux-Mers.

Rattachée à la circonscription du bassin versant Adour-Garonne, Daignac se situe en rive gauche de la Dordogne, sur le territoire, en aval de la Cère, du bassin versant de la Dordogne. Le courant Rouillé, petit ruisseau de 1,6 km de longueur, qui prend sa source à Dardenac et conflue à Espiet avec la Rouille, affluent de la Dordogne, traverse le sud de la commune. Le Gimbre, d'une longueur de 2,5 km, qui prend sa source à Grézillac, arrose le nord de la commune et conflue avec la Rouille à Tizac-de-Curton. Enfin, la Rouille, sous le nom de ruisseau de Pont Ribeau ou ruisseau de Daignac, longe la commune sur une longueur de 3,6 km en limite d'Espiet,,.

### Climat
Pour des articles plus généraux, voir Climat de la Nouvelle-Aquitaine et Climat de la Gironde.
Historiquement, la commune est exposée à un climat océanique aquitain.  
En 2020, Météo-France publie une typologie des climats de la France métropolitaine dans laquelle la commune est exposée à un climat océanique et est dans la région climatique  Aquitaine, Gascogne, caractérisée par une pluviométrie abondante au printemps, modérée en automne, un faible ensoleillement au printemps, un été chaud (19,5 °C), des vents faibles, des brouillards fréquents en automne et en hiver et des orages fréquents en été (15 à 20 jours).
Pour la période 1971-2000, la température annuelle moyenne est de 12,7 °C, avec une amplitude thermique annuelle de 14,6 °C. Le cumul annuel moyen de précipitations est de 857 mm, avec 11,9 jours de précipitations en janvier et 6,5 jours en juillet. Pour la période 1991-2020, la température moyenne annuelle observée sur la station météorologique la plus proche, située sur la commune de Saint-Émilion à 13 km à vol d'oiseau, est de 13,9 °C et le cumul annuel moyen de précipitations est de 798,1 mm,. Pour l'avenir, les paramètres climatiques de la commune estimés pour 2050 selon différents scénarios d'émission de gaz à effet de serre sont consultables sur un site dédié publié par Météo-France en novembre 2022.

## Urbanisme

### Typologie
Au 1er janvier 2024, Daignac est catégorisée commune rurale à habitat dispersé, selon la nouvelle grille communale de densité à sept niveaux définie par l'Insee en 2022.
Elle est située hors unité urbaine. Par ailleurs la commune fait partie de l'aire d'attraction de Bordeaux, dont elle est une commune de la couronne,. Cette aire, qui regroupe 275 communes, est catégorisée dans les aires de 700 000 habitants ou plus (hors Paris),.

### Occupation des sols

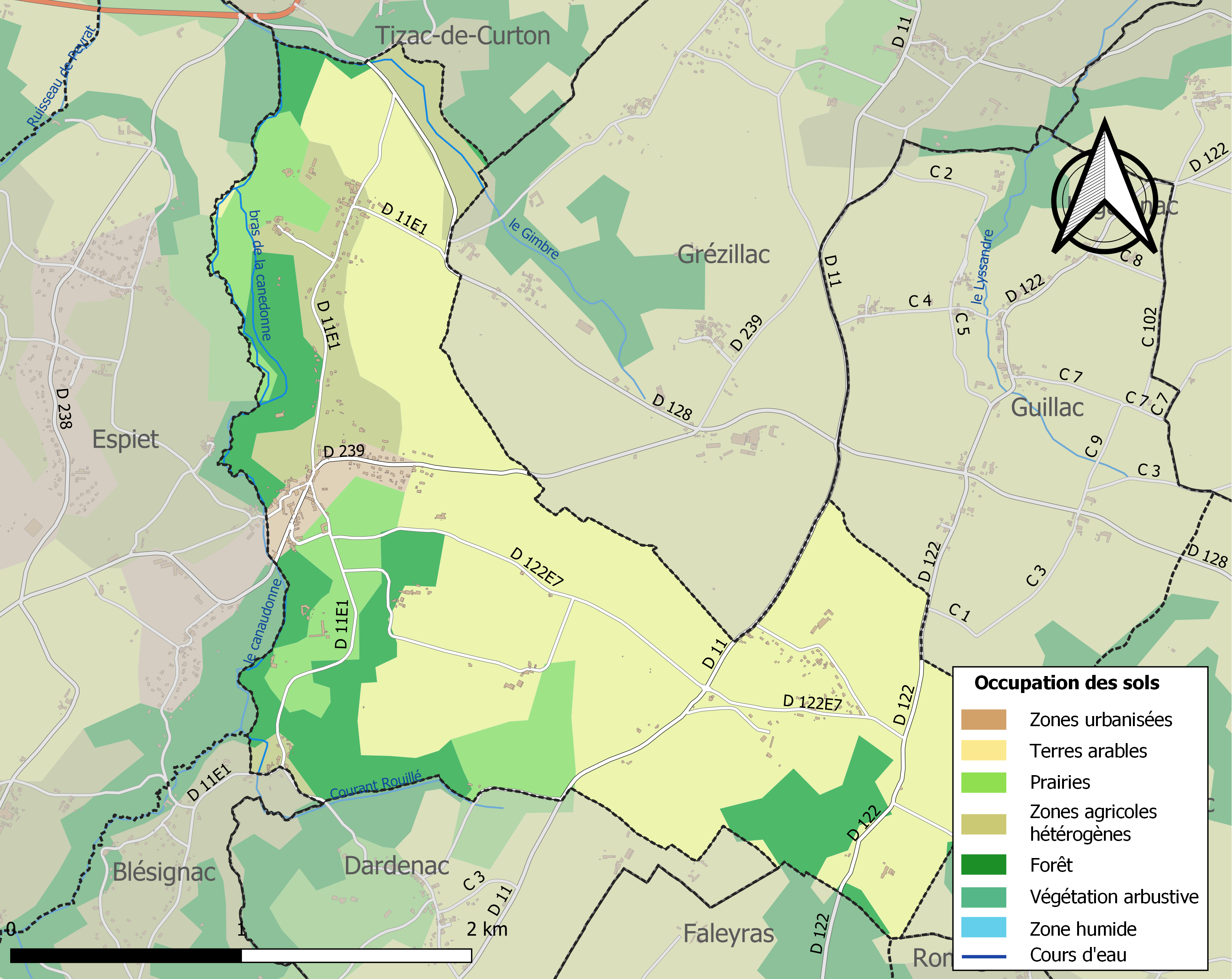
Carte des infrastructures et de l'occupation des sols de la commune en 2018 (CLC).

L'occupation des sols de la commune, telle qu'elle ressort de la base de données européenne d’occupation biophysique des sols Corine Land Cover (CLC), est marquée par l'importance des territoires agricoles (81,3 % en 2018), en diminution par rapport à 1990 (82,3 %). La répartition détaillée en 2018 est la suivante : 
cultures permanentes (60,6 %), forêts (16,4 %), prairies (11,2 %), zones agricoles hétérogènes (9,5 %), zones urbanisées (2,3 %), terres arables (0,1 %). L'évolution de l’occupation des sols de la commune et de ses infrastructures peut être observée sur les différentes représentations cartographiques du territoire : la carte de Cassini (XVIIIe siècle), la carte d'état-major (1820-1866) et les cartes ou photos aériennes de l'IGN pour la période actuelle (1950 à aujourd'hui).

### Risques majeurs
Le territoire de la commune de Daignac est vulnérable à différents aléas naturels : météorologiques (tempête, orage, neige, grand froid, canicule ou sécheresse), inondations, mouvements de terrains et séisme (sismicité faible). Un site publié par le BRGM permet d'évaluer simplement et rapidement les risques d'un bien localisé soit par son adresse soit par le numéro de sa parcelle.
La commune a été reconnue en état de catastrophe naturelle au titre des dommages causés par les inondations et coulées de boue survenues en 1982, 1983, 1999, 2009 et 2013,.
Les mouvements de terrains susceptibles de se produire sur la commune sont des affaissements et effondrements liés aux cavités souterraines (hors mines). Par ailleurs, afin de mieux appréhender le risque d’affaissement de terrain, l'inventaire national des cavités souterraines permet de localiser celles situées sur la commune.

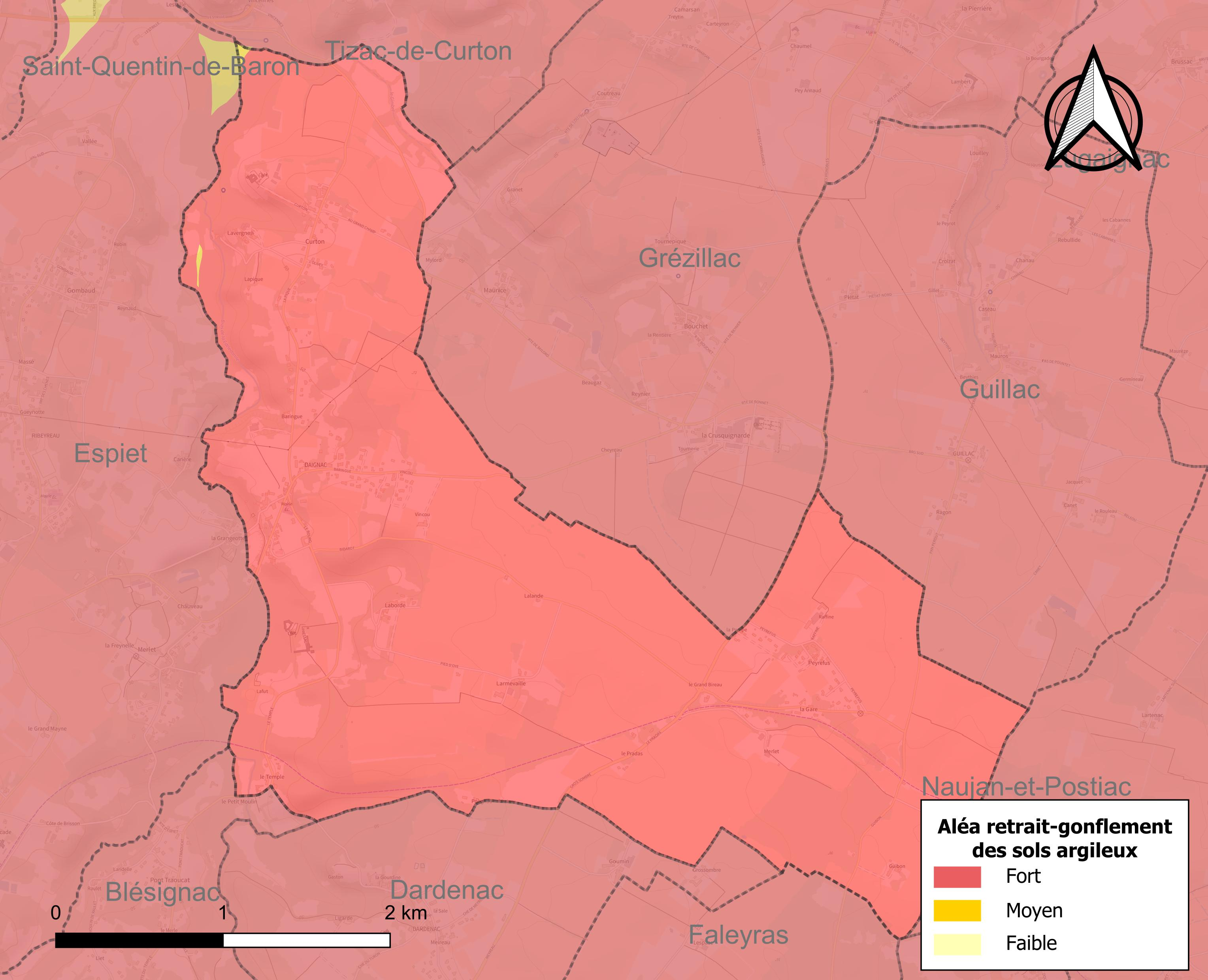
Carte des zones d'aléa retrait-gonflement des sols argileux de Daignac.

Le retrait-gonflement des sols argileux est susceptible d'engendrer des dommages importants aux bâtiments en cas d’alternance de périodes de sécheresse et de pluie. La totalité de la commune est en aléa moyen ou fort (67,4 % au niveau départemental et 48,5 % au niveau national). Sur les 217 bâtiments dénombrés sur la commune en 2019, 217 sont en aléa moyen ou fort, soit 100 %, à comparer aux 84 % au niveau départemental et 54 % au niveau national. Une cartographie de l'exposition du territoire national au retrait gonflement des sols argileux est disponible sur le site du BRGM,.
Par ailleurs, afin de mieux appréhender le risque d’affaissement de terrain, l'inventaire national des cavités souterraines permet de localiser celles situées sur la commune.
Concernant les mouvements de terrains, la commune a été reconnue en état de catastrophe naturelle au titre des dommages causés par la sécheresse en 2012 et par des mouvements de terrain en 1999.

## Histoire
Daignac se trouve  sur l'ancienne ligne de Bordeaux-Benauge à La Sauvetat-du-Dropt. Une église dont il ne subsiste rien fut donnée au XIe siècle à Gérard de Corbie, premier abbé de La Sauve-Majeure.

## Politique et administration

Carte des cantons de la région naturelle de l'Entre-deux-Mers

Carte des EPCI de la région naturelle de l'Entre-deux-Mers

La commune de Daignac fait partie de l'arrondissement de Libourne. À la suite du découpage territorial de 2014 entré en vigueur à l'occasion des élections départementales de 2015, la commune est transférée du canton de Branne supprimé au nouveau canton des Coteaux de Dordogne,. Daignac fait également partie de la communauté d'agglomération du Libournais, communauté membre du pays du Libournais.
| Période                                  | Période  | Identité       | Étiquette | Qualité |
| ---------------------------------------- | -------- | -------------- | --------- | ------- |
| Les données manquantes sont à compléter. |          |                |           |         |
|                                          |          |                |           |         |
| mars 2001                                | 2008     | Gilles Boé     |           |         |
| mars 2008                                | 2014     | Michel Massias | UMP       |         |
| mars 2014                                | mai 2020 | Éric Lacoume   |           | Employé |
| mai 2020                                 | En cours | Michel Massias |           |         |

## Démographie
| 1793 | 1800 | 1806 | 1821 | 1831 | 1836 | 1841 | 1846 | 1851 |
| ---- | ---- | ---- | ---- | ---- | ---- | ---- | ---- | ---- |
| 289  | 309  | 299  | 303  | 267  | 269  | 275  | 269  | 272  |

| 1856 | 1861 | 1866 | 1872 | 1876 | 1881 | 1886 | 1891 | 1896 |
| ---- | ---- | ---- | ---- | ---- | ---- | ---- | ---- | ---- |
| 284  | 281  | 319  | 323  | 308  | 333  | 342  | 353  | 429  |

| 1901 | 1906 | 1911 | 1921 | 1926 | 1931 | 1936 | 1946 | 1954 |
| ---- | ---- | ---- | ---- | ---- | ---- | ---- | ---- | ---- |
| 408  | 454  | 451  | 338  | 388  | 449  | 371  | 357  | 418  |

| 1962 | 1968 | 1975 | 1982 | 1990 | 1999 | 2006 | 2007 | 2012 |
| ---- | ---- | ---- | ---- | ---- | ---- | ---- | ---- | ---- |
| 375  | 411  | 364  | 364  | 361  | 406  | 465  | 473  | 471  |

| 2017 | 2022 | - | - | - | - | - | - | - |
| ---- | ---- | - | - | - | - | - | - | - |
| 476  | 470  | - | - | - | - | - | - | - |

## Économie
La commune est située dans l'aire géographique de production de l'entre-deux-mers, appellation d'origine contrôlée des vins blancs secs issus du vignoble du même nom. Toute la région produit en outre des rouges, des clairets, des rosés, des blancs secs, doux ou effervescents sous les dénominations bordeaux et bordeaux-supérieur.

## Culture locale et patrimoine

### Patrimoine architectural
- Le château de Curton[33], le château de Preyssac[34] (ou Pressac) et la croix hosannière du cimetière[35] sont inscrites au titre des monuments historiques par arrêté respectivement des 7 janvier 1926, 15 juin 1951 et 24 décembre 1925.
- L'église Saint-Christophe de Daignac dont la façade présente plusieurs vestiges de cadrans canoniaux.
- Dans le cimetière se trouve également le tombeau du général d'Armagnac.

Cadrans canoniaux de l'église de Daignac
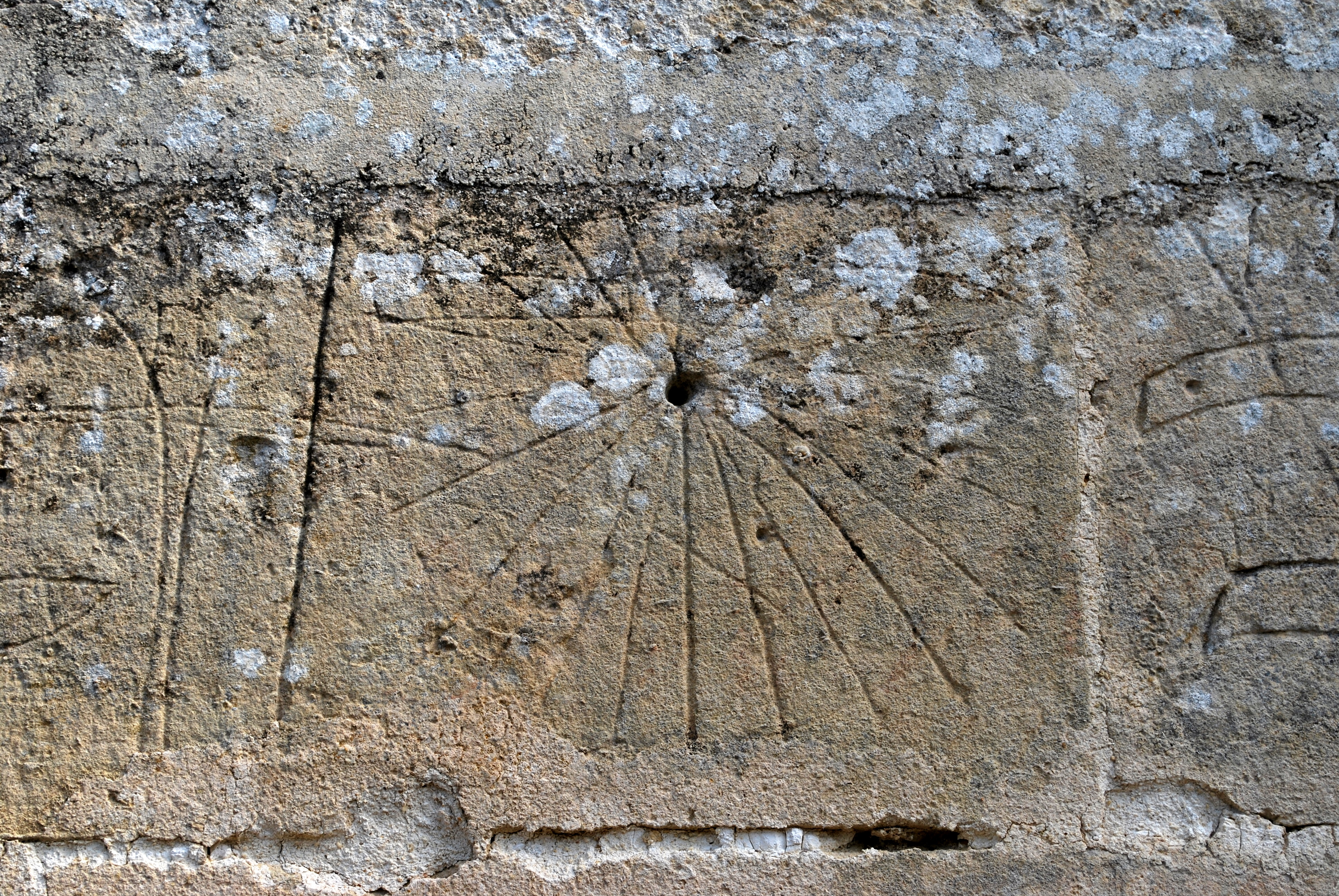
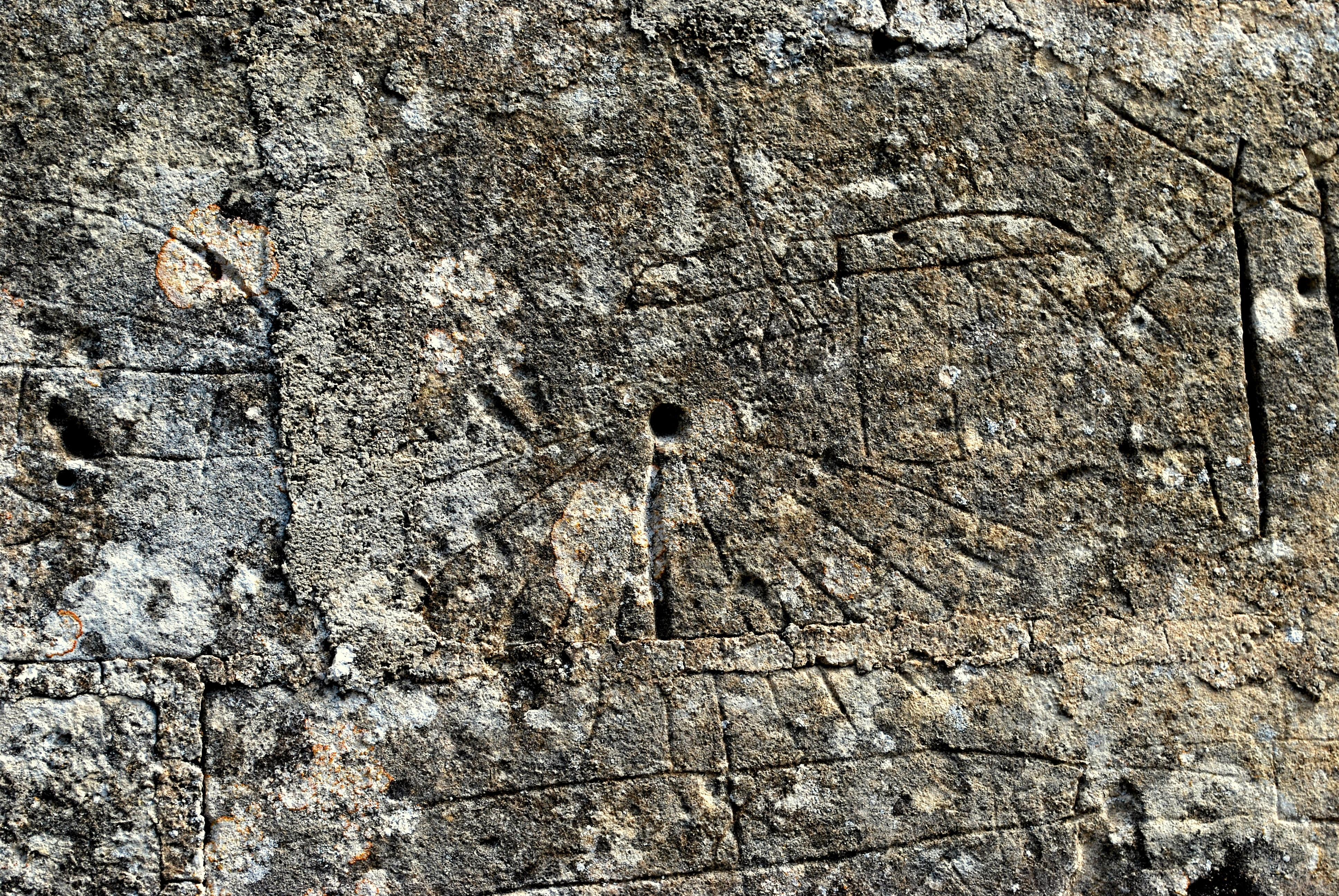
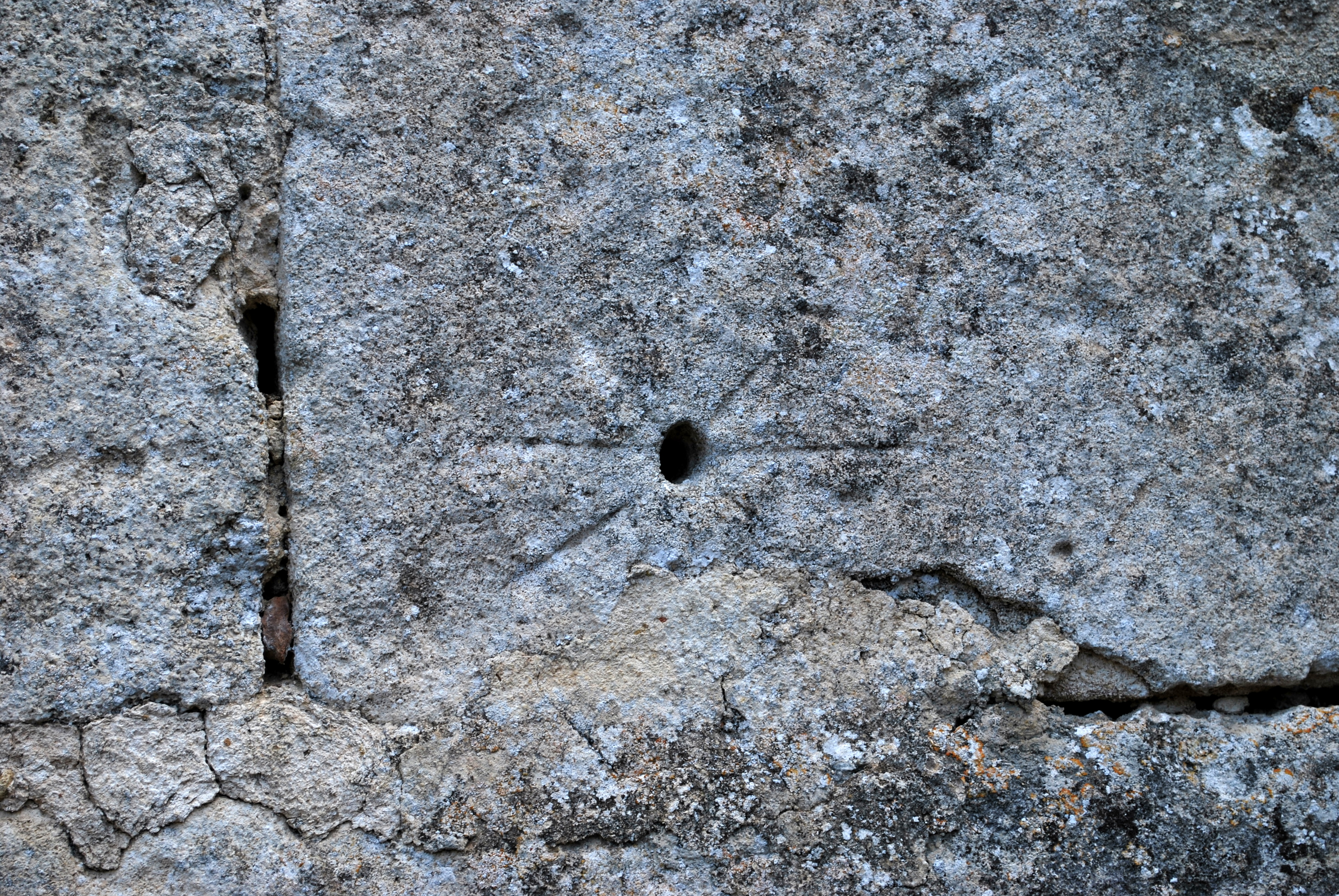
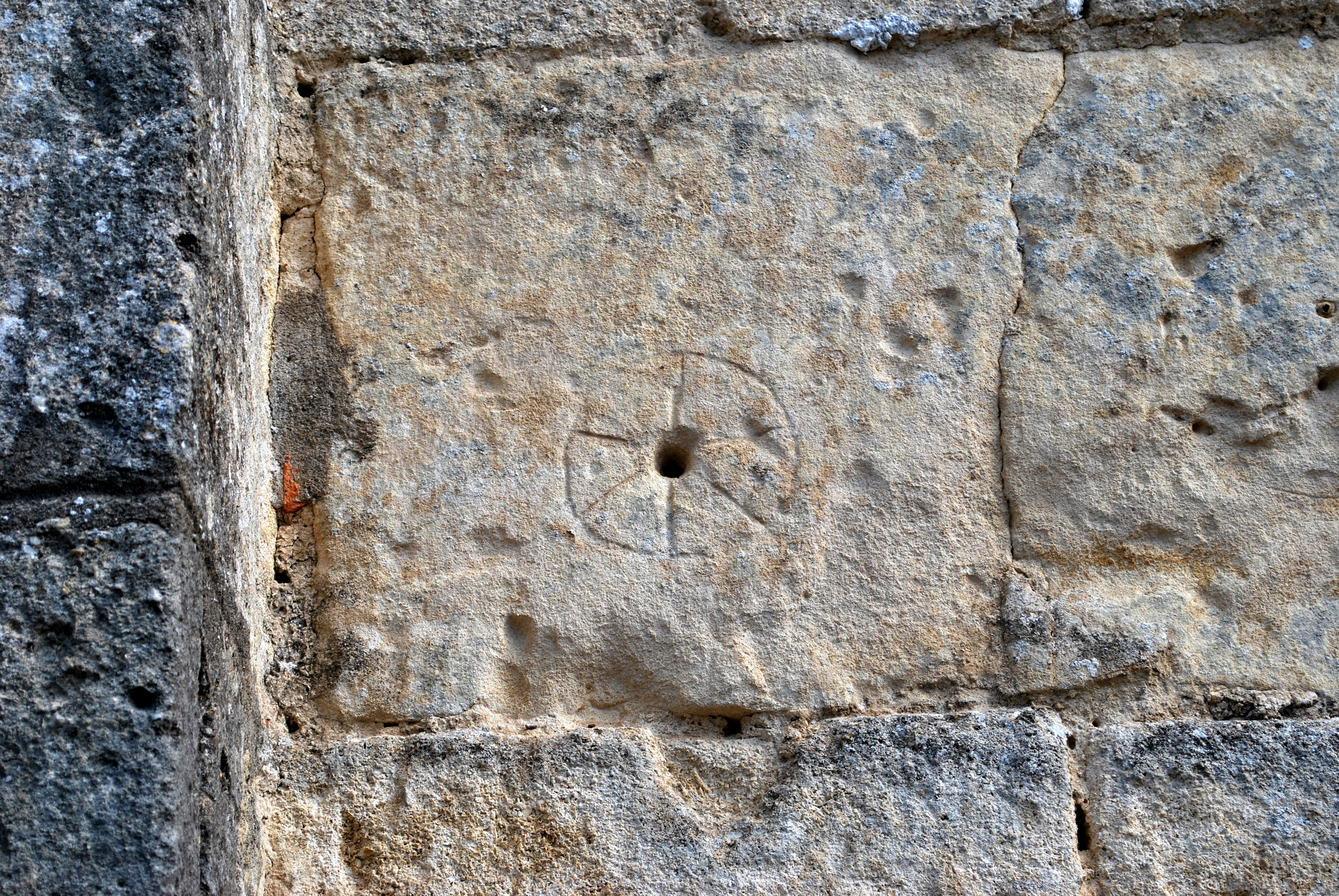
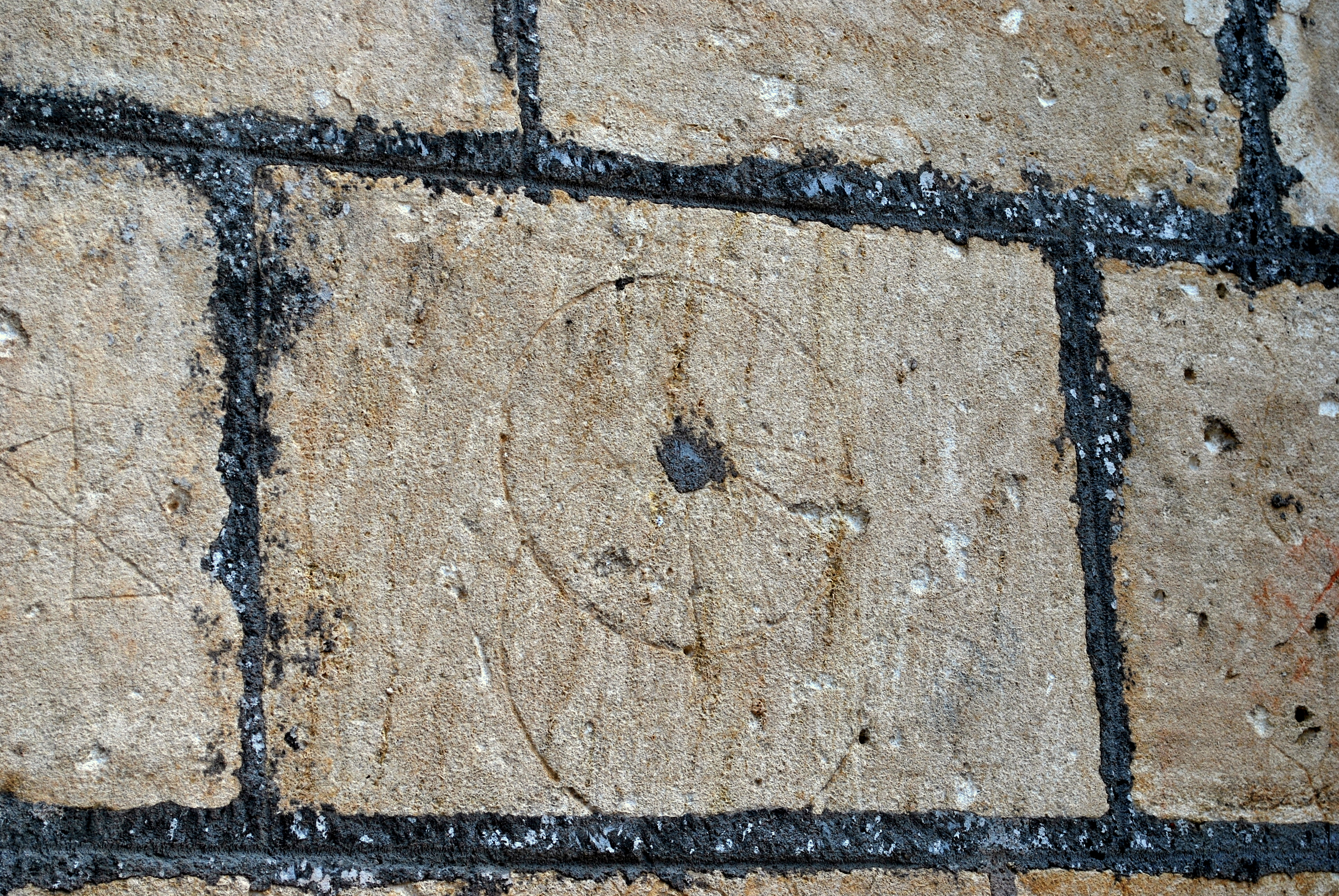

On trouve encore dans la commune un colombier, le vieux Moulin, un ruisseau qui chante, de beaux arbres dans une vallée... la grotte des brigands, la magie de l'aventure, on surplombe la vallée et quel labyrinthe... une bergerie et ses moutons qui partent, tout l'été, dans les Pyrénées, dans les Alpilles, le moulin de Lavergne, des ruisseaux, un pont...

### Personnalités liées à la commune
- Jean Barthélemy Darmagnac (1766-1855), général des armées de la République et de l'Empire mort à Bordeaux et dont le nom est gravé sous l'Arc de triomphe, est inhumé dans le cimetière de Daignac.